# ربات خانگی ال‌جی

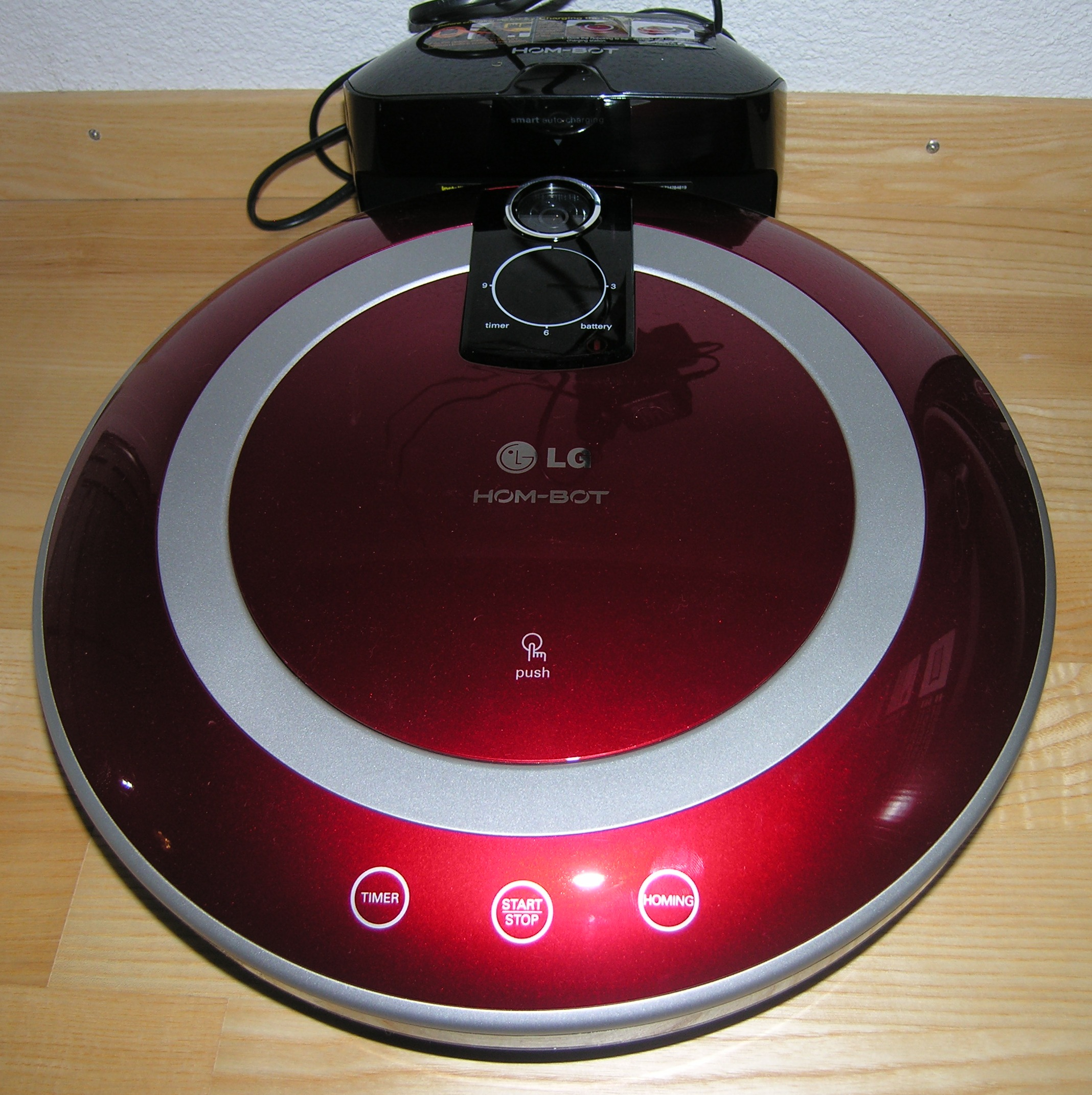
ربات خانگی در حال شارژ شدن

ربات خانگی ال‌جی(همچنین با نام ربات خانگی شناخته می‌شود) جاروبرقی رباتیک هوش مصنوعی است که توسط ال‌جی تولید می‌شود. نخستین نسخه از این ربات در سال ۲۰۰۱ به بازار عرضه شد. همچنان به عنوان «ربات خانگی» به فروش می‌رسد. در سال ۲۰۱۱، این ربات ساکت ترین ربات جارو برقی بازار معرفی شده که فقط ۴۸ دسی بل صدا تولید می‌کند.

## روش های پاکسازی
دستگاه چندین حالت تمیز کردن را ارائه می‌دهد. در حین تمیز کردن نقطه، ربات ها در اطراف منطقه کوچک و بسیار آلوده حلقه می‌زنند. در طول تمیز کردن زیگ زاگ، سعی در پوشاندن تمام فضا در قسمتهای طولانی "دیوار به دیوار" و در نتیجه تمیز کردن سریعتر اما احتمالاً با دقت کمتری دارد. در حین تمیز کردن Cell by Cell (یا گسترش فضایی) ناحیه بزرگتر را به سلولها تقسیم کرده و هر سلول را جداگانه تمیز می کند، فقط پس از اتمام سلول فعلی به سلول بعدی منتقل می‌شود. همچنین می توان آن را مستقیماً با کنترل از راه دور هدایت کرد.